# Papa longues jambes (film, 1919)
Pour les articles homonymes, voir Papa longues jambes (homonymie).
Pour plus de détails, voir Fiche technique et Distribution.

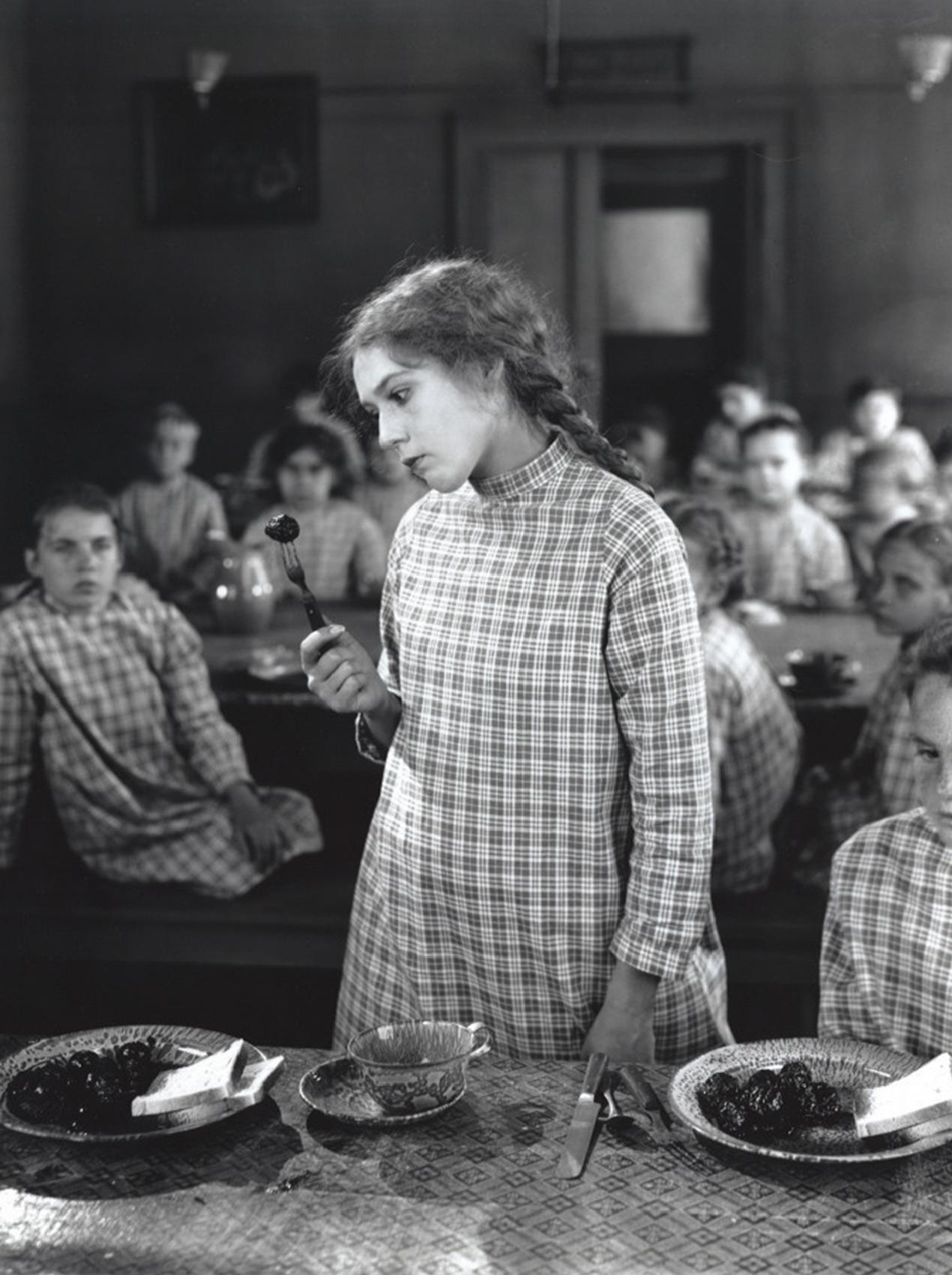
Une photo du film avec Mary Pickford

Papa longues jambes (Daddy-Long-Legs) est un film muet américain réalisé par Marshall Neilan, sorti en 1919.
Il est adapté du roman du même nom de Jean Webster (1912).

## Synopsis
Un policier trouve un bébé dans une poubelle. La cruelle matrone d'un orphelinat où les enfants sont obligés de travailler, nomme l'enfant Judy. En grandissant, l'orpheline fait ce qu'elle peut pour défendre les enfants plus jeunes et se heurte fréquemment à la fois à la matrone et aux administrateurs au cœur dur. À un moment, elle mène une rébellion contre le fait de se faire servir des pruneaux à chaque repas ; une autre fois elle vole une poupée à une fille riche égoïste pour la prêter à une orphelin mourante.
Des années passent. Judy est à présent l'enfant la plus âgée et la plus douée de l'orphelinat. Un riche et mystérieux bienfaiteur du nom de Jervis Pendleton offre de payer les frais d'université à Judy, en insistant toutefois sur le fait que la jeune fille ne doit jamais essayer de le contacter en personne. Judy l'appelle « papa-longues jambes » et lui écrit des lettres. 
Judy est populaire auprès de ses camarades de classe plus riches et plus « aristocratiques ». Elle écrit un livre à succès pour rembourser à son bienfaiteur l'argent qu'il a dépensé pour elle. Généralement heureuse, elle souffre néanmoins ne n'avoir pas de membres de sa vraie famille pour partager ses succès avec eux. 
Judy est également prise dans un triangle amoureux avec le frère aîné d'une camarade de classe et un homme plus âgé (qui est, à son insu, son mystérieux bienfaiteur). Elle choisit finalement le prétendant plus âgé et est ravie d'apprendre qu'il est son « papa-longues jambes ».

## Fiche technique
- Titre original : Daddy-Long-Legs
- Titre français : Papa longues jambes
- Réalisation : Marshall Neilan, assisté d'Alfred E. Green (non crédité)
- Adaptation : Agnes Christine Johnston d'après le roman et la pièce Papa longues jambes (Daddy-Long-Legs, 1912) de Jean Webster
- Photographie : Charles Rosher et Henry Cronjager (non crédité)
- Montage : Edward McDermott
- Production : Mary Pickford
- Société de production : The Mary Pickford Company
- Société de distribution : First National Exhibitors' Circuit
- Pays de production :  États-Unis
- Langue originale : anglais
- Format : noir et blanc – 35 mm — 1,37:1 - film muet
- Genre : comédie romantique
- Durée : 85 min
- Date de sortie : 
  - États-Unis : 11 mai 1919
- Licence : domaine public

## Distribution
- Mary Pickford : Jerusha "Judy" Abbott
- Milla Davenport : Mme Lippett
- Percy Haswell : Mlle Pritchard
- Fay Lemport : Angelina Gwendolin Rosalind "Angie" Wykoff
- Mahlon Hamilton : Jarvis Pendleton
- Lillian Langdon : Mme Pendleton
- Betty Bouton : Julia "Julie" Pendleton
- Audrey Chapman : Sallie "Sally" Mc Bride
- Marshall Neilan : Jimmie Mc Bride
- Carrie Clark Ward : Mme Semple
- Wesley Barry : orphelin
- True Boardman : orphelin
- Jeanne Carpenter
- Estelle Evans
- Fred Huntley
- Frankie Lee
- Joan Marsh

## Autour du film
Ce film est le premier produit par The Mary Pickford Company.